# Labyrinth of Flames
Labyrinth of Flames (炎のらびりんす Honō no Labyrinth?) es una miniserie de 2 OVAs, creada y producida por Studio Fantasia y Bandai Visual, con la dirección de Katsuhiko Nishijima, mismos responsables de la serie Agent Aika.
Al igual que Aika, la serie es reconocida por la gran cantidad de fanservice y panchira con sus creativos ángulos de cámara que se centran en la ropa interior de los personajes femeninos.
El primer episodio fue lanzado el 25 de septiembre de 2000, y el segundo el 21 de diciembre del mismo año. Los OVAs fueron licenciados y transmitidos por el canal de pago Locomotion en idioma original con subtítulos.

## Argumento
Galan es un chico histérico que haría cualquier cosa por ser un samurai, pero esto no es más que un sueño. Cuando su novia, una princesa rusa le da como regalo una espada antigua, empiezan a pasar cosas raras y gente extraña cae del cielo para atacarlos.
Ahora Galan debe cambiar de actitud y empezar a disfrutar de bonitas mujeres en una larga aventura dentro de un reino desaparecido.

## Reparto
- Kōichi Tōchika como Galan
- Yuki Masuda como Natsu
- Yukari Tamura como Kasumi
- Susumu Chiba como Datenoshin
- Mami Kingetsu como Carrie White
- Shozo Iizuka como Shigemitsu
- Yuriko Sasaki como Shinka
- Ruri Asano como Nastassja Nijinsky
- Narrador: Shinji Nakase

## Música
La banda sonora fue compuesta por Kouichi Fujino, el anime tiene como música de ending la pieza Kalinka de Ivan Petrovich Larionov.